# Sidi M'Hamed Benaouda
Sidi M'Hamed Benaouda è un comune dell'Algeria, situato nella provincia di Relizane.